# デスティエンヌ・ドルヴ (通報艦)
デスティエンヌ・ドルヴ（フランス語：D'Estienne d'Orves, F 781）は、フランス海軍のデスティエンヌ・ドルヴ級通報艦1番艦。艦名は第二次世界大戦中、レジスタンス運動に参加し逮捕・処刑されたオノレ・デスティエンヌ・ドルヴ海軍大尉（fr:Honoré d'Estienne d'Orves）に由来する。

## 艦歴
「デスティエンヌ・ドルヴ」は、DCNロリアン工廠で建造され1972年9月1日に起工、1973年6月1日に進水、1976年9月10日に就役する。
1979年9月23日にオリオール（fr:Ollioules）と命名都市の関係を結んでいる。「デスティエンヌ・ドルヴ」は当初トゥーロンに、その後ブレストに配備され海外領土や経済水域の警備の他に、潜水艦部隊の支援や法執行活動および救難を担当し海洋における諸任務に当たる。
1999年6月30日に退役する。

## TCG ベイコズ
ベイコズ（トルコ語：TCG Beykoz, F-503）は、トルコ海軍がフランスから購入したブラク級（Burak）コルベットの4番艦。艦名はベイコズ（tr:Beykoz, İstanbul）に由来する。
「ベイコズ」は2000年11月にフランスから購入しDCNブレストにて回復作業が行なわれた後、2002年3月18日にトルコ海軍に納入された。